# فيليبي بيريز
فيليبي بيريز (بالإسبانية: Felipe Pérez Roque)‏ (و. 1965  م) هو سياسي، ودبلوماسي من كوبا، ولد في هافانا، هو عضوٌ في الحزب الشيوعي الكوبي.

## سيرة شخصية
كان فيليبي بيريزسابقًا مهندس إلكترونيات وقائد المنظمات الطلابية. كان قد شغل منصب رئيس أركان فيدل كاسترو لمدة عقد قبل وزارته. بالإضافة إلى كونه عضوًا بارزًا في مجلس الوزراء الكوبي ، كان بيريز أيضًا عضوًا في اللجنة المركزية للحزب الشيوعي الكوبي وعضوًا في مجلس الدولة. تم استبداله كوزير للخارجية من قبل سفير الأمم المتحدة السابق برونو رودريغيز باريلا في مارس 2009
بعد اتهامات بالكلمات المهينة ضد حكومة فيدل كاسترو ومواقف كبار قادة الحزب الشيوعي الآخرين ، والتي تم الحصول عليها من خلال أخطاء التسجيل السرية. تمت إقالته من جميع المناصب في حزبه ودولته.

## حياته المهنية
تم تحديد دور بيريز روك كوزير للخارجية من خلال التصريحات المعارضة للسياسة الخارجية للولايات المتحدة ، سواء فيما يتعلق بوضع كوبا أو السياسة الخارجية للولايات المتحدة ككل. ووصف كوبا بأنها "دولة محاصرة" بعد الحظر الأمريكي على كوبا. ألقى بيريز روكي سلسلة من الخطب في التجمعات السنوية للجمعية العامة للأمم المتحدة ، منتقدًا دور الولايات المتحدة ودعا إلى انسحاب القوات الأمريكية من العراق. كما دعا في هذه الاجتماعات مجلس الأمن إلى ضم دول العالم الثالث ، وأن تتعاون جميع الدول في مكافحة الإرهاب ، وأن من مسؤولية الدول المتقدمة ضمان نزع السلاح العام والكامل ، بما في ذلك نزع السلاح النووي.
كان بيريز روكي مسؤولًا أيضًا عن تعميق العلاقات التجارية بين كوبا وجمهورية الصين الشعبية ، وقام بعدد من الرحلات رفيعة المستوى إلى البلاد ، حيث وقع اتفاقية عسكرية رئيسية بين البلدين
تمت إقالة بيريز روكي من منصب وزير الخارجية في 2 مارس 2009. وانتقده فيدل كاسترو فيما بعد وكارلوس لاج دافيلا (دون أن يسميهما) لحبهما للسلطة في بيان صدر في 3 مارس ، وأعلن بيريز استقالته من جميع مناصبه ووظائفه في الولاية - عضو اللجنة المركزية والمكتب السياسي للحزب الشيوعي ، وعضوية مجلس الدولة ودور النائب - في رسالة نشرت في 5 مارس. في هذه الرسالة ، قبل أيضًا انتقادات كاسترو وأقر بأنه ارتكب أخطاء.

## مناصب
تولى منصب وزير خارجية كوبا ‏.

## روابط خارجية
- فيليبي بيريز على موقع مونزينجر (الألمانية)